# Delivering the Black
Delivering the Black – dziesiąty album niemieckiej grupy heavymetalowej Primal Fear, wydany 22 stycznia 2014 w Japonii, 24 stycznia 2014 w Europie i 28 stycznia 2014 w USA przez Frontiers Records.

## Lista utworów[1]
1. „King for a Day” – 3:44
2. „Rebel Faction” – 4:41
3. „When Death Comes Knocking” – 6:58
4. „Alive & on Fire” – 4:48
5. „Delivering the Black” – 4:01
6. „Road to Asylum” – 3:48
7. „One Night in December” – 9:18
8. „Never Pray for Justice” – 4:23
9. „Born with a Broken Heart” – 4:36
10. „Inseminoid” – 5:01

## Skład zespołu
- Ralf Scheepers – wokal
- Magnus Karlsson – gitara
- Alex Beyrodt – gitara
- Mat Sinner – gitara basowa
- Randy Black – perkusja